# St.-Petri-Kirche (Großmühlingen)

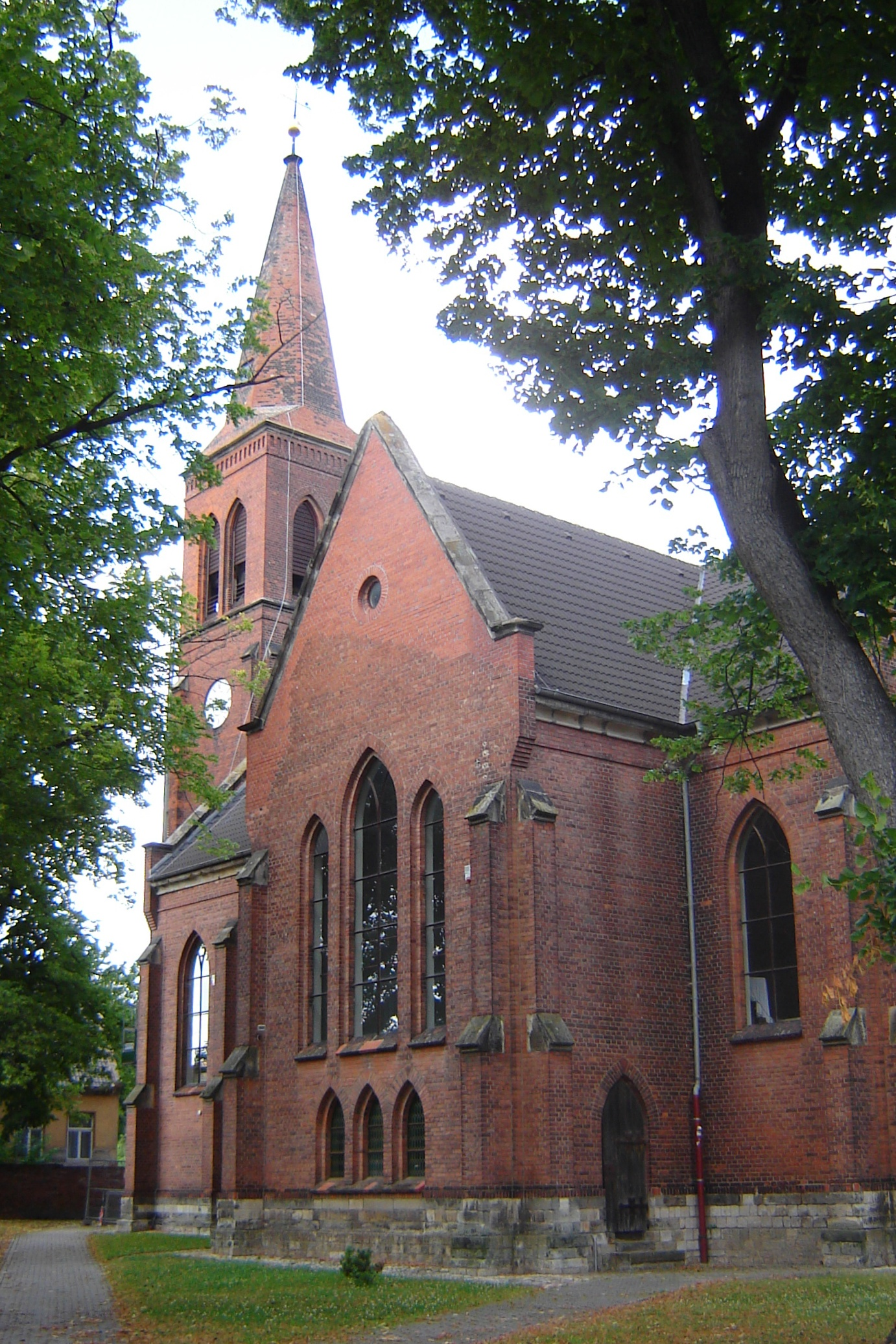
St. Petri von Südost

Die St.-Petri-Kirche im Bördeland-Ortsteil Großmühlingen (Sachsen-Anhalt) ist ein evangelischer Sakralbau, der in seiner heutigen Form 1882 errichtet wurde. Sie gehört zum Pfarrbereich Barby im Kirchenkreis Egeln der Evangelischen Kirche in Mitteldeutschland.

## Beschreibung
Ende des 19. Jahrhunderts war Großmühlingen durch seine ertragreiche Landwirtschaft so wohlhabend geworden, dass die Einwohner 1882 beschlossen, das alte romanische Kirchengebäude abzureißen und einen neuen repräsentativen Kirchenbau zu errichten. Es entstand ein Backsteinbau im neugotischen Stil. Das Gebäude besteht aus dem Westturm, dem Hauptschiff, zwei Seitenschiffen und einem eingezogenen Chor mit ebenfalls eingezogener Apsis. Der Turm mit quadratischem Grundriss wird von einer hohen sechsseitigen Helmspitze bekrönt, die ebenfalls aus Ziegelsteinen aufgemauert wurde. Die übrigen Bauteile tragen Satteldächer, die mit dunklen Ziegeln gedeckt sind. Alle Fenster sind spitzbogig gestaltet und am Hauptschiff durch Risalite voneinander getrennt. Im Gegensatz zum Hauptschiff sind in die Stirnseiten der Seitenschiffe zwei Fensterreihen eingelassen, drei große Fenster oben, drei kleine darunter. Die Seitenschiffe sind ebenfalls mit Eckrisaliten verziert.
Im Innern erhielt der Neubau eine hölzerne Trapezdecke. An der Westseite sowie in die Seitenschiffe wurden Emporen eingebaut. Auf der Westempore errichtete 1884 die Orgelbaufirma Wilhelm Rühlmann aus Zörbig eine Orgel, für die Holzbildhauer Gustav Kuntzsch, Wernigerode, das Orgelgehäuse anfertigte. Die hölzerne Kanzel, mit Intarsien geschmückt, stammt aus dem Baujahr 1882. Im selben Jahr wurde auch der steinerne sechsseitige Taufstein gefertigt, der mit Ornamenten versehen wurde. An Kunstgegenständen verfügt die Kirche über zwei Holzfigurengruppen aus dem 16. und 17. Jahrhundert, eine 1840 entstandene Kopie des Raffael-Gemäldes „Madonna Terranuova“ von 1505.
Im Turm hingen ursprünglich drei Glocken, von denen nur noch die größte übrig geblieben ist. Nachdem sich schon im ersten Viertel des 20. Jahrhunderts herausgestellt hatte, dass die Kirche von 1882 überdimensioniert war, wurde sie während der Zeit der kirchenfeindlichen Politik in der DDR dem Verfall preisgegeben. 1975 wurde sie vollends aufgegeben, 1995 brach der Dachstuhl ein. Ein Jahr danach und sieben Jahre nach der politischen Wende in der DDR begann der Wiederaufbau der Kirche. Er wurde später vom 2005 gegründeten Kirchbauverein unterstützt, und am 6. Oktober 2007 konnte die Wiedereinweihung gefeiert werden. Die beim Einsturz des Kirchendaches sehr stark beschädigte (zum Teil ausgelagerte) Rühlmann-Orgel wartet noch auf ihre sorgfältige Restaurierung. 
Die Kirche ist dem Apostel Petrus geweiht.